# Cirrus

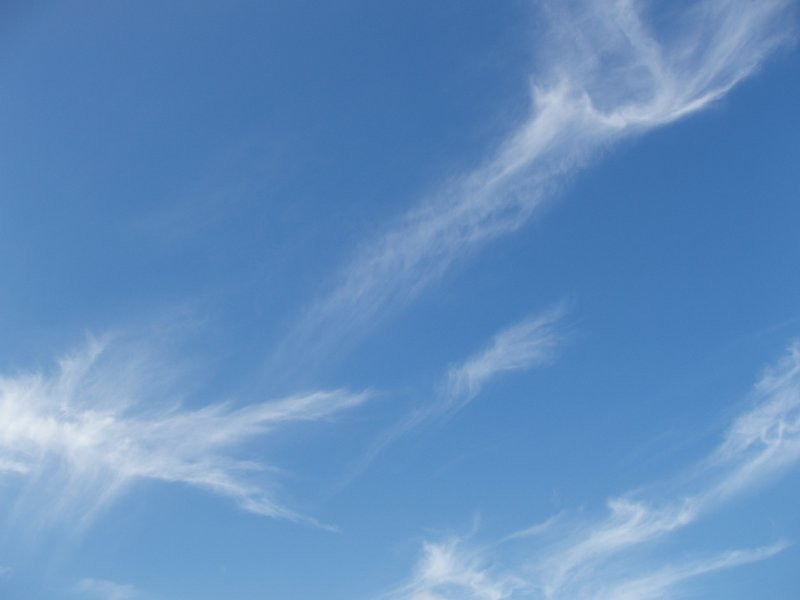
Cirrus

Cirrus (Ci, lat. kštice, hříva) či řasa je oblak, který tvoří jasně bílá jemná vlákna, skoro vždy průsvitná a bez vlastního stínu. Vlákna mohou tvořit i chomáčky nebo jiné útvary.
Cirrus je typický oblak vysokého patra (8 až 13 km). Vzniká v oblastech velmi nízkých teplot −40 °C až −50 °C a je složen výhradně z ledových krystalků velikosti až do 0,05 mm. Za denního světla je bílý a tenký. Když jsou krystalky dost velké na to, aby mohly padat, proudí někdy dolů a dostanou se do větru, který fouká z různých směrů. Tím se oblak roztáhne do dlouhých ocasů (cirrus uncinus). Může mít vzhled kudrn, závojů, či vláken. I když pokrývají velkou část oblohy, slunce i měsíc skrz ně snadno prosvítá a člověku se může zdát den jako slunečný a pěkný, přestože přitom může být skoro zataženo. Z cirrů nikdy nepadají atmosférické srážky. Pokud se zhušťují a kombinují s cirrostraty, bývá to předzvěst pohybující se teplé fronty. Tvoří se i po bouřce jako zbytek vrcholu oblaku cumulonimbus. Při tomto typu oblaku vznikají také halové jevy. Halové jevy vznikají odrazem slunečního světla od krystalků a tyto krystalky právě obsahují mraky cirrus.
Cirus vzniká i při rychlých pohybech vzduchových hmot nad vysokými pohořími. Zajímavostí tohoto oblaku je to, že se běžně vyskytuje i v atmosférách jiných planet, například v atmosféře Marsu nebo Neptunu.
Cirrům se podobají noční svítící oblaka, které ale ve skutečnosti vznikají v mnohem větších výškách než cirry.

## Známé podtypy
- Cirrus fibratus – jednotlivá navzájem oddělená oblaka nebo souvislá oblaka s vláknitou strukturou. Neobsahují háčky ani chomáčky.
- Cirrus tractus – zvláštní typ oblaku, vzniká z kondenzační stopy za letadlem
- Cirrus fibratus radiatus – paprskovitě uspořádaná oblaka s rovnoběžnými vlákny
- Cirrus uncinus – tvarem připomíná kadeře bez zaoblených vrcholků. Tento podtyp se vyskytuje pouze u oblaků Cirus.
- Cirrus spissatus – závojovitý, opticky hustý oblak, jehož barva přechází z typické bílé až do světle šedé.

## Galerie

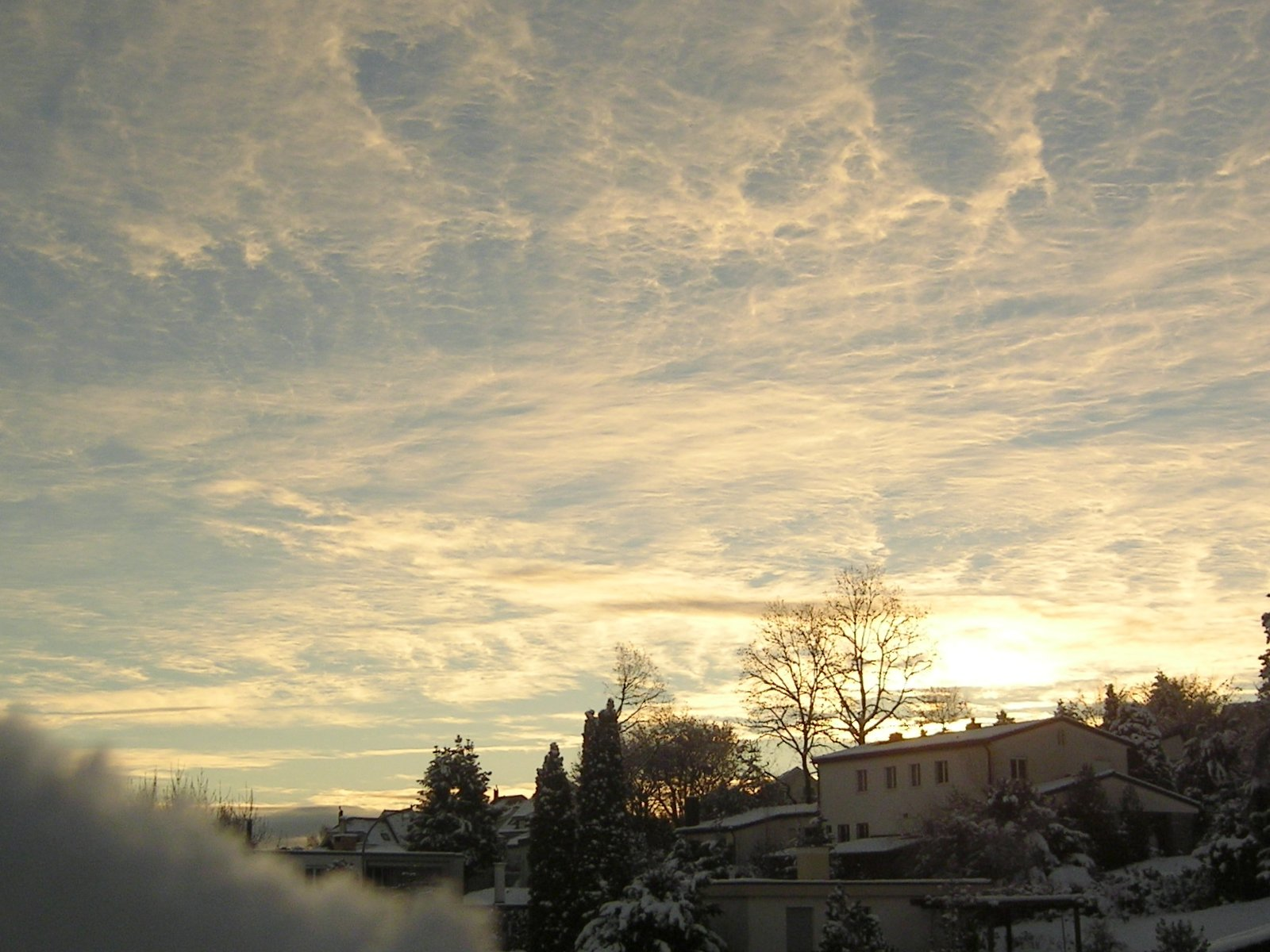
Cirrus stratiformis
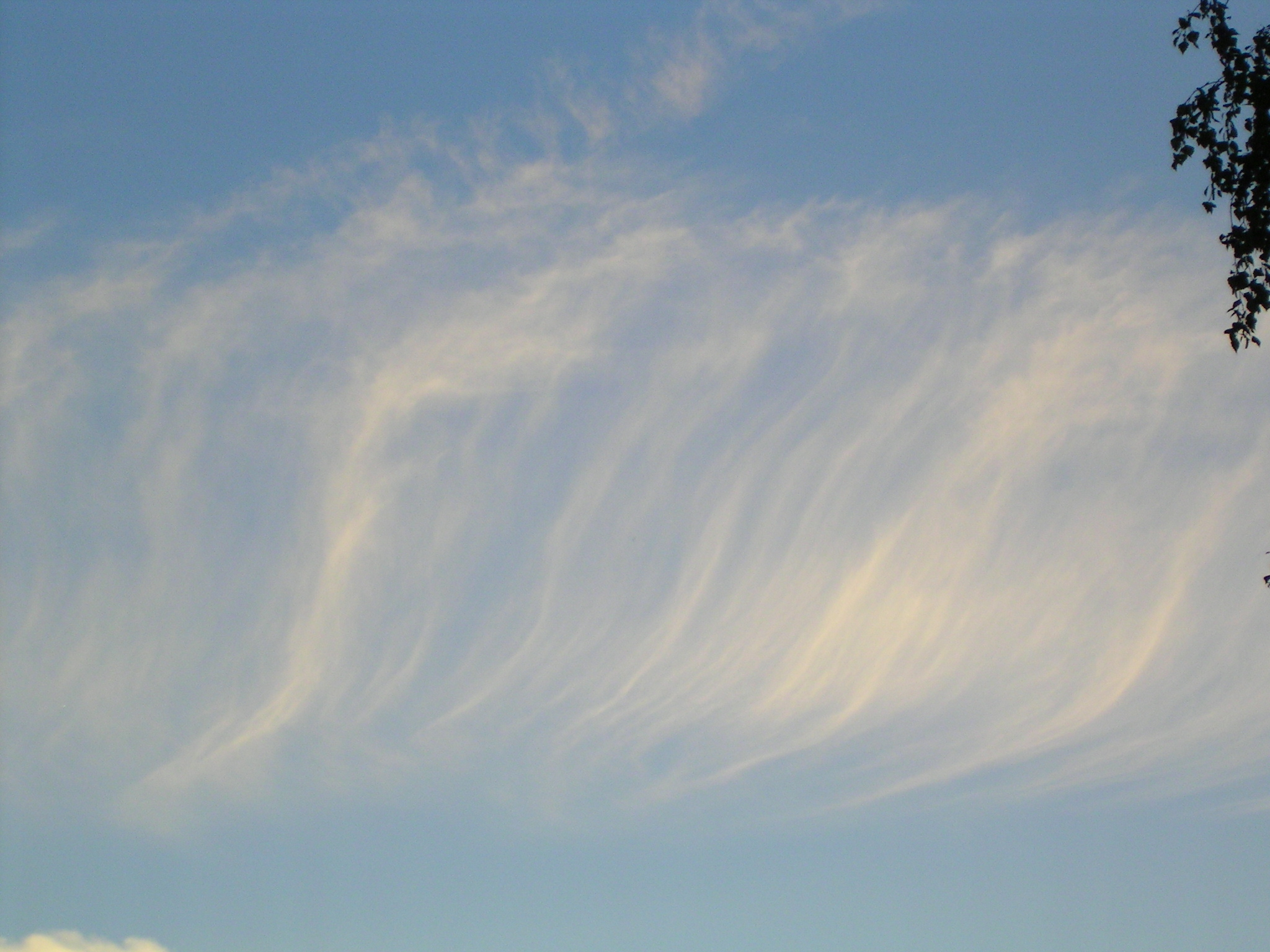
Cirrus fibratus
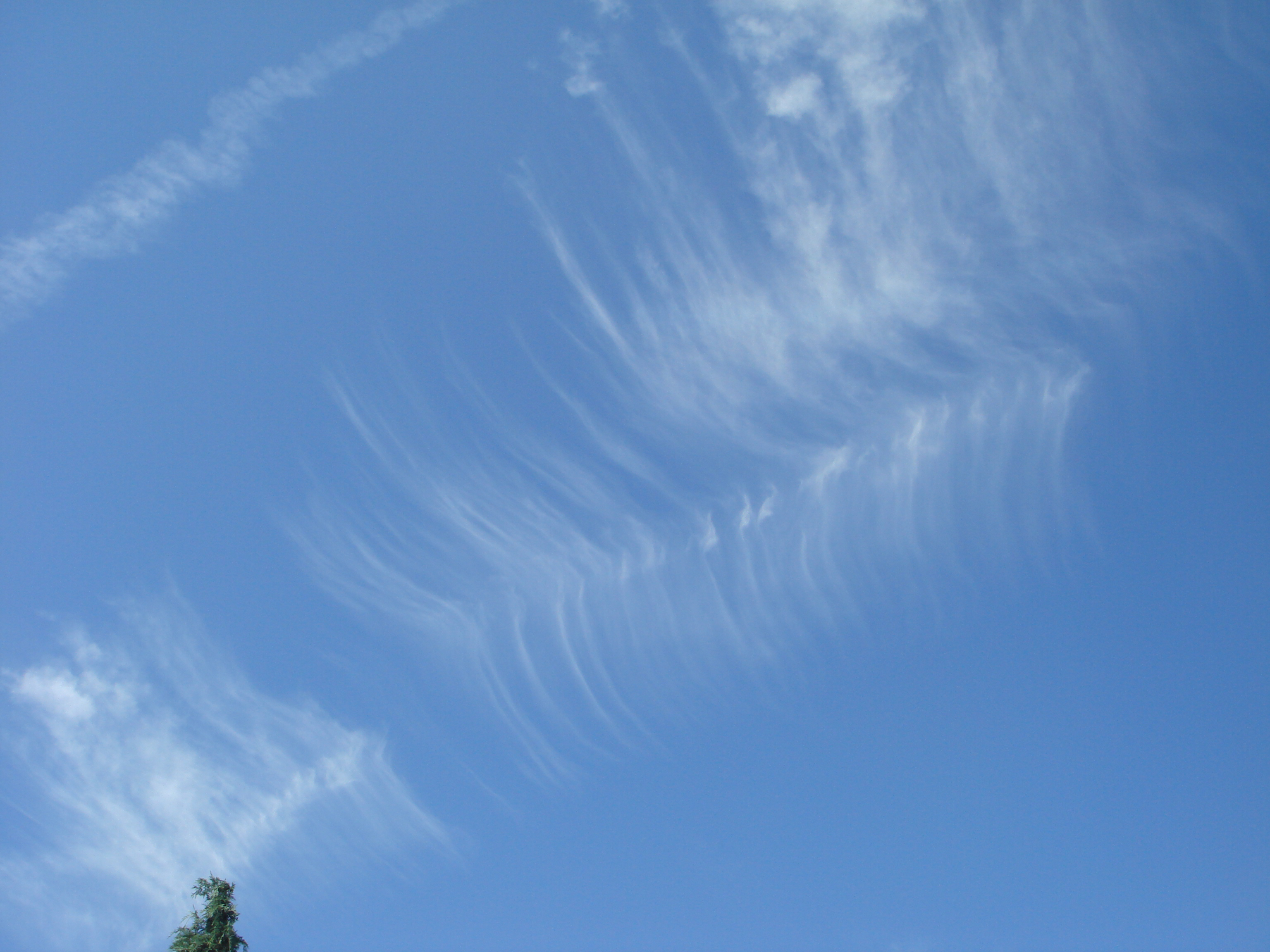
Cirrus vertebratus – oblaky připomínající "páteř"
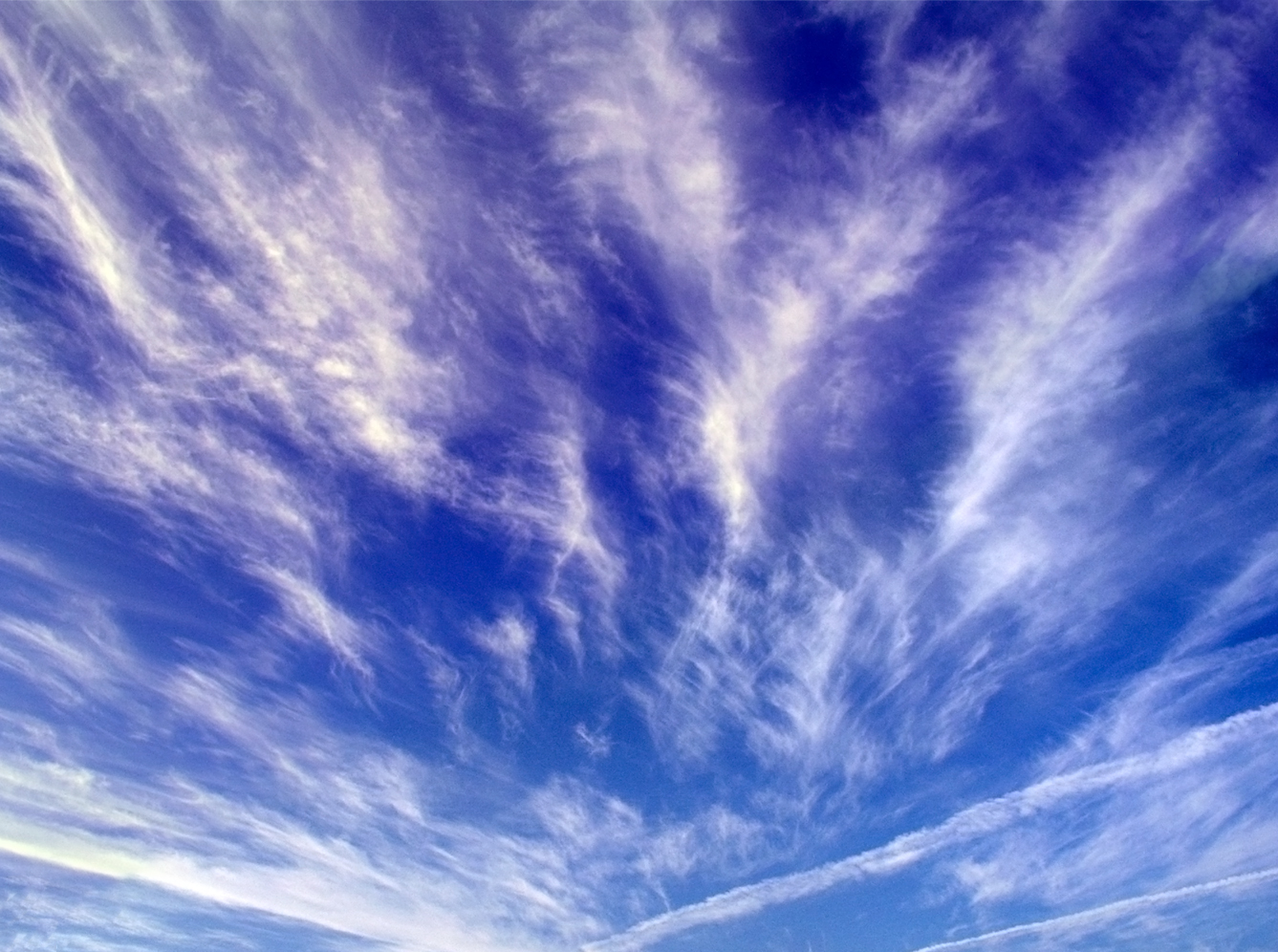
Cirrus fibratus radiatus
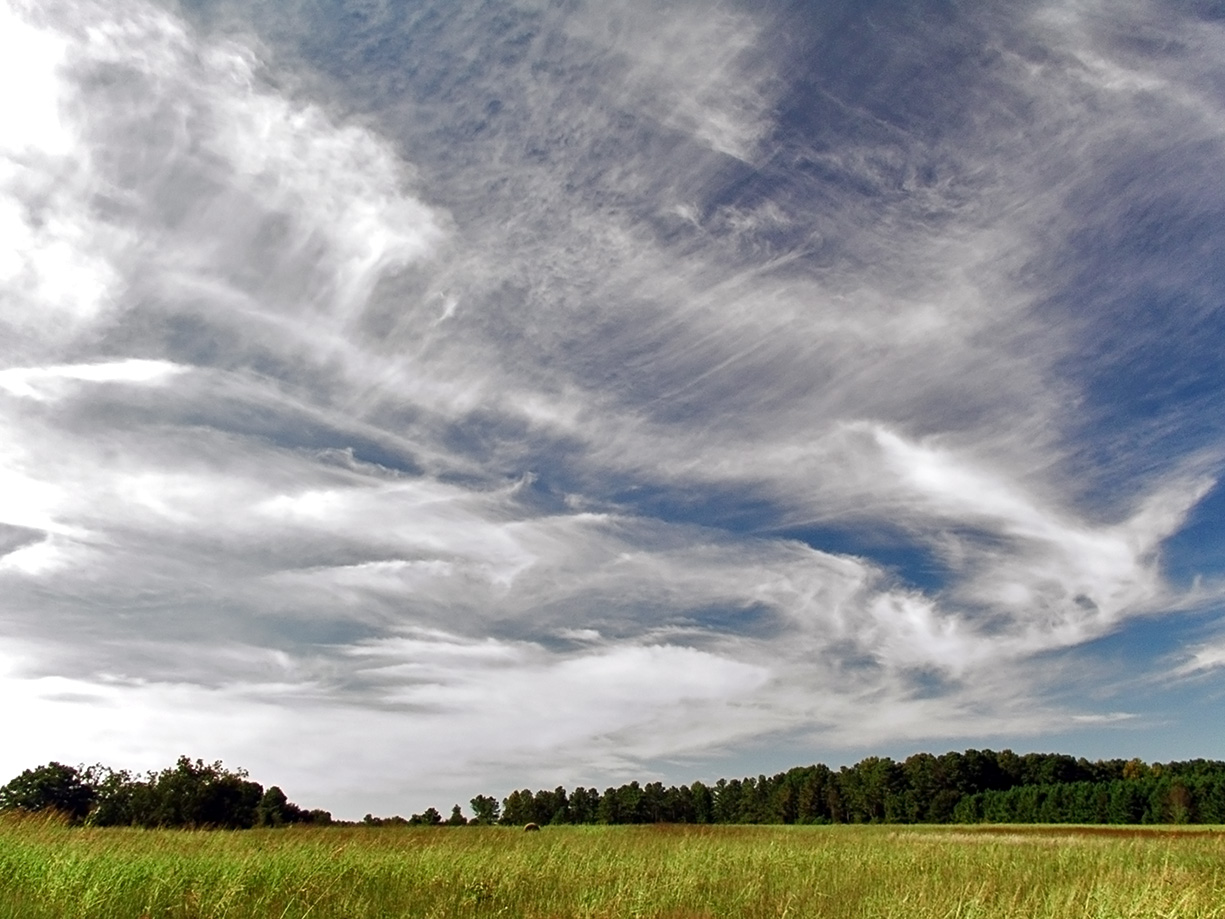
Cirrus spisatus a cirrus fibratus
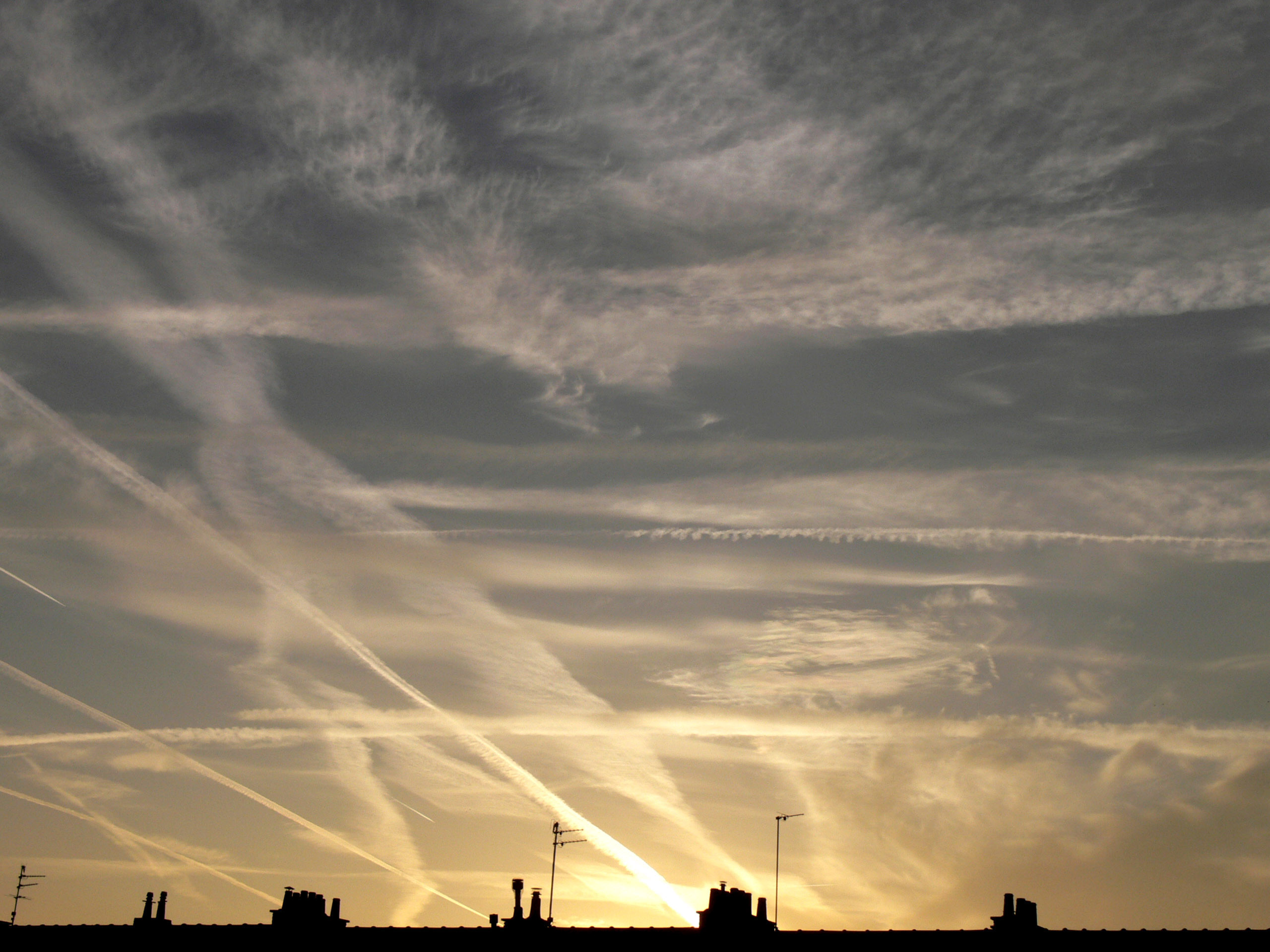
Cirry sformované z kondenzačních pruhů po přeletu letadel